# 2.ª etapa del Giro de Italia 2018
La 2.ª etapa del Giro de Italia 2018 tuvo lugar el 5 de mayo de 2018 entre Haifa y Tel Aviv sobre un recorrido de 167 km y fue ganada al sprint por el ciclista italiano Elia Viviani del equipo Quick-Step Floors mientras que la Maglia Rosa pasa al ciclista australiano Rohan Dennis gracias a los tres segundos de bonificación obtenidos en el sprint intermedio de Cesarea.

## Clasificación de la etapa
| \| Clasificación de la etapa \| Clasificación de la etapa \| Clasificación de la etapa \| Clasificación de la etapa \| Clasificación de la etapa \| \| Ciclista \| Ciclista \| Equipo \| Tiempo \| \| \| ------------------------- \| ------------------------- \| ----------------------------- \| ------------------------- \| ------------------------- \| \| 1.º \| Elia Viviani \| Quick-Step Floors \| 3 h 51 min 20 s \| \| \| 2.º \| Jakub Mareczko \| Wilier Triestina-Selle Italia \| + 0 s \| \| \| 3.º \| Sam Bennett \| Bora-Hansgrohe \| + 0 s \| \| \| 4.º \| Niccolò Bonifazio \| Bahrain-Merida \| + 0 s \| \| \| 5.º \| Sacha Modolo \| EF Education First-Drapac \| + 0 s \| \| \| 6.º \| Clément Venturini \| AG2R La Mondiale \| + 0 s \| \| \| 7.º \| Ryan Gibbons \| Dimension Data \| + 0 s \| \| \| 8.º \| Manuel Belletti \| Androni Giocattoli-Sidermec \| + 0 s \| \| \| 9.º \| Baptiste Planckaert \| Katusha-Alpecin \| + 0 s \| \| \| 10.º \| Jean-Pierre Drucker \| BMC Racing Team \| + 0 s \| \| |                     |                               |                 |
| |                     |                               |                 |
| Fuente: ProCyclingStats |                     |                               |                 |
| Clasificación de la etapa |                     |                               |                 |
| Ciclista | Ciclista            | Equipo                        | Tiempo          |
| 1.º | Elia Viviani        | Quick-Step Floors             | 3 h 51 min 20 s |
| 2.º | Jakub Mareczko      | Wilier Triestina-Selle Italia | + 0 s           |
| 3.º | Sam Bennett         | Bora-Hansgrohe                | + 0 s           |
| 4.º | Niccolò Bonifazio   | Bahrain-Merida                | + 0 s           |
| 5.º | Sacha Modolo        | EF Education First-Drapac     | + 0 s           |
| 6.º | Clément Venturini   | AG2R La Mondiale              | + 0 s           |
| 7.º | Ryan Gibbons        | Dimension Data                | + 0 s           |
| 8.º | Manuel Belletti     | Androni Giocattoli-Sidermec   | + 0 s           |
| 9.º | Baptiste Planckaert | Katusha-Alpecin               | + 0 s           |
| 10.º | Jean-Pierre Drucker | BMC Racing Team               | + 0 s           |

## Clasificaciones al final de la etapa

### Clasificación general(Maglia Rosa)
| \| Clasificación general \| Clasificación general \| Clasificación general \| Clasificación general \| Clasificación general \| \| Ciclista \| Ciclista \| Equipo \| Tiempo \| \| \| --------------------- \| --------------------- \| --------------------- \| --------------------- \| --------------------- \| \| 1.º \| Rohan Dennis \| BMC Racing Team \| 4 h 03 min 21 s \| \| \| 2.º \| Tom Dumoulin \| Team Sunweb \| + 1 s \| \| \| 3.º \| Victor Campenaerts \| Lotto-Soudal \| + 3 s \| \| \| 4.º \| José Gonçalves \| Katusha-Alpecin \| + 13 s \| \| \| 5.º \| Alex Dowsett \| Katusha-Alpecin \| + 17 s \| \| \| 6.º \| Pello Bilbao \| Astana \| + 19 s \| \| \| 7.º \| Simon Yates \| Mitchelton-Scott \| + 21 s \| \| \| 8.º \| Maximilian Schachmann \| Quick-Step Floors \| + 22 s \| \| \| 9.º \| Tony Martin \| Katusha-Alpecin \| + 28 s \| \| \| 10.º \| Domenico Pozzovivo \| Bahrain-Merida \| + 28 s \| \| |                       |                   |                 |
| |                       |                   |                 |
| Fuente: ProCyclingStats |                       |                   |                 |
| Clasificación general |                       |                   |                 |
| Ciclista | Ciclista              | Equipo            | Tiempo          |
| 1.º | Rohan Dennis          | BMC Racing Team   | 4 h 03 min 21 s |
| 2.º | Tom Dumoulin          | Team Sunweb       | + 1 s           |
| 3.º | Victor Campenaerts    | Lotto-Soudal      | + 3 s           |
| 4.º | José Gonçalves        | Katusha-Alpecin   | + 13 s          |
| 5.º | Alex Dowsett          | Katusha-Alpecin   | + 17 s          |
| 6.º | Pello Bilbao          | Astana            | + 19 s          |
| 7.º | Simon Yates           | Mitchelton-Scott  | + 21 s          |
| 8.º | Maximilian Schachmann | Quick-Step Floors | + 22 s          |
| 9.º | Tony Martin           | Katusha-Alpecin   | + 28 s          |
| 10.º | Domenico Pozzovivo    | Bahrain-Merida    | + 28 s          |

### Clasificación por puntos(Maglia Ciclamino)
| Clasificación por puntos | Clasificación por puntos | Clasificación por puntos      | Clasificación por puntos | Clasificación por puntos |
| Ciclista                 | Ciclista                 | Equipo                        | Puntos                   |                          |
| ------------------------ | ------------------------ | ----------------------------- | ------------------------ | ------------------------ |
| 1.º                      | Elia Viviani             | Quick-Step Floors             | 68 pts                   |                          |
| 2.º                      | Jakub Mareczko           | Wilier Triestina-Selle Italia | 35 pts                   |                          |
| 3.º                      | Rohan Dennis             | BMC Racing Team               | 32 pts                   |                          |
| 4.º                      | Sam Bennett              | Bora-Hansgrohe                | 25 pts                   |                          |
| 5.º                      | Davide Ballerini         | Androni Giocattoli-Sidermec   | 20 pts                   |                          |
| 6.º                      | Niccolò Bonifazio        | Bahrain-Merida                | 18 pts                   |                          |
| 7.º                      | Tom Dumoulin             | Team Sunweb                   | 15 pts                   |                          |
| 8.º                      | Sacha Modolo             | EF Education First-Drapac     | 14 pts                   |                          |
| 9.º                      | Victor Campenaerts       | Lotto-Soudal                  | 13 pts                   |                          |
| 10.º                     | Lars Ytting Bak          | Lotto-Soudal                  | 12 pts                   |                          |

### Clasificación de la montaña(Maglia Azzurra)
| Clasificación de la montaña | Clasificación de la montaña | Clasificación de la montaña | Clasificación de la montaña | Clasificación de la montaña |
| Ciclista                    | Ciclista                    | Equipo                      | Puntos                      |                             |
| --------------------------- | --------------------------- | --------------------------- | --------------------------- | --------------------------- |
| 1.º                         | Enrico Barbin               | Bardiani CSF                | 3 pts                       |                             |
| 2.º                         | Guillaume Boivin            | Israel Cycling Academy      | 2 pts                       |                             |
| 3.º                         | Davide Ballerini            | Androni Giocattoli-Sidermec | 1 pt                        |                             |

### Clasificación de los jóvenes(Maglia Bianca)
| Clasificación del mejor joven | Clasificación del mejor joven | Clasificación del mejor joven | Clasificación del mejor joven | Clasificación del mejor joven |
| Ciclista                      | Ciclista                      | Equipo                        | Tiempo                        |                               |
| ----------------------------- | ----------------------------- | ----------------------------- | ----------------------------- | ----------------------------- |
| 1.º                           | Maximilian Schachmann         | Quick-Step Floors             | 4 h 03 min 43 s               |                               |
| 2.º                           | Valerio Conti                 | UAE Team Emirates             | + 8 s                         |                               |
| 3.º                           | Mads Würtz                    | Katusha-Alpecin               | + 9 s                         |                               |
| 4.º                           | Felix Großschartner           | Bora-Hansgrohe                | + 10 s                        |                               |
| 5.º                           | Rémi Cavagna                  | Quick-Step Floors             | + 14 s                        |                               |
| 6.º                           | Sam Oomen                     | Team Sunweb                   | + 21 s                        |                               |
| 7.º                           | Louis Vervaeke                | Team Sunweb                   | + 27 s                        |                               |
| 8.º                           | Ben O'Connor                  | Dimension Data                | + 28 s                        |                               |
| 9.º                           | Fausto Masnada                | Androni Giocattoli-Sidermec   | + 30 s                        |                               |
| 10.º                          | Nico Denz                     | AG2R La Mondiale              | + 31 s                        |                               |

### Clasificación por equipos"Super Team"
| Clasificación por equipos | Clasificación por equipos | Clasificación por equipos | Clasificación por equipos |
| Equipo                    | Equipo                    | Tiempo                    |                           |
| ------------------------- | ------------------------- | ------------------------- | ------------------------- |
| 1.º                       | Katusha-Alpecin           | 12 h 11 min 01 s          |                           |
| 2.º                       | Team Sunweb               | + 33 s                    |                           |
| 3.º                       | Lotto Soudal              | + 39 s                    |                           |
| 4.º                       | BMC Racing Team           | + 41 s                    |                           |
| 5.º                       | Bora-Hansgrohe            | + 50 s                    |                           |
| 6.º                       | Astana                    | + 50 s                    |                           |
| 7.º                       | Movistar Team             | + 51 s                    |                           |
| 8.º                       | Quick-Step Floors         | + 52 s                    |                           |
| 9.º                       | UAE Team Emirates         | + 56 s                    |                           |
| 10.º                      | Mitchelton-Scott          | + 1 min 06 s              |                           |

## Abandonos
Ninguno.